# Camponotus greeni
Camponotus greeni é uma espécie de inseto do gênero Camponotus, pertencente à família Formicidae.